# Jerzy Nowicki

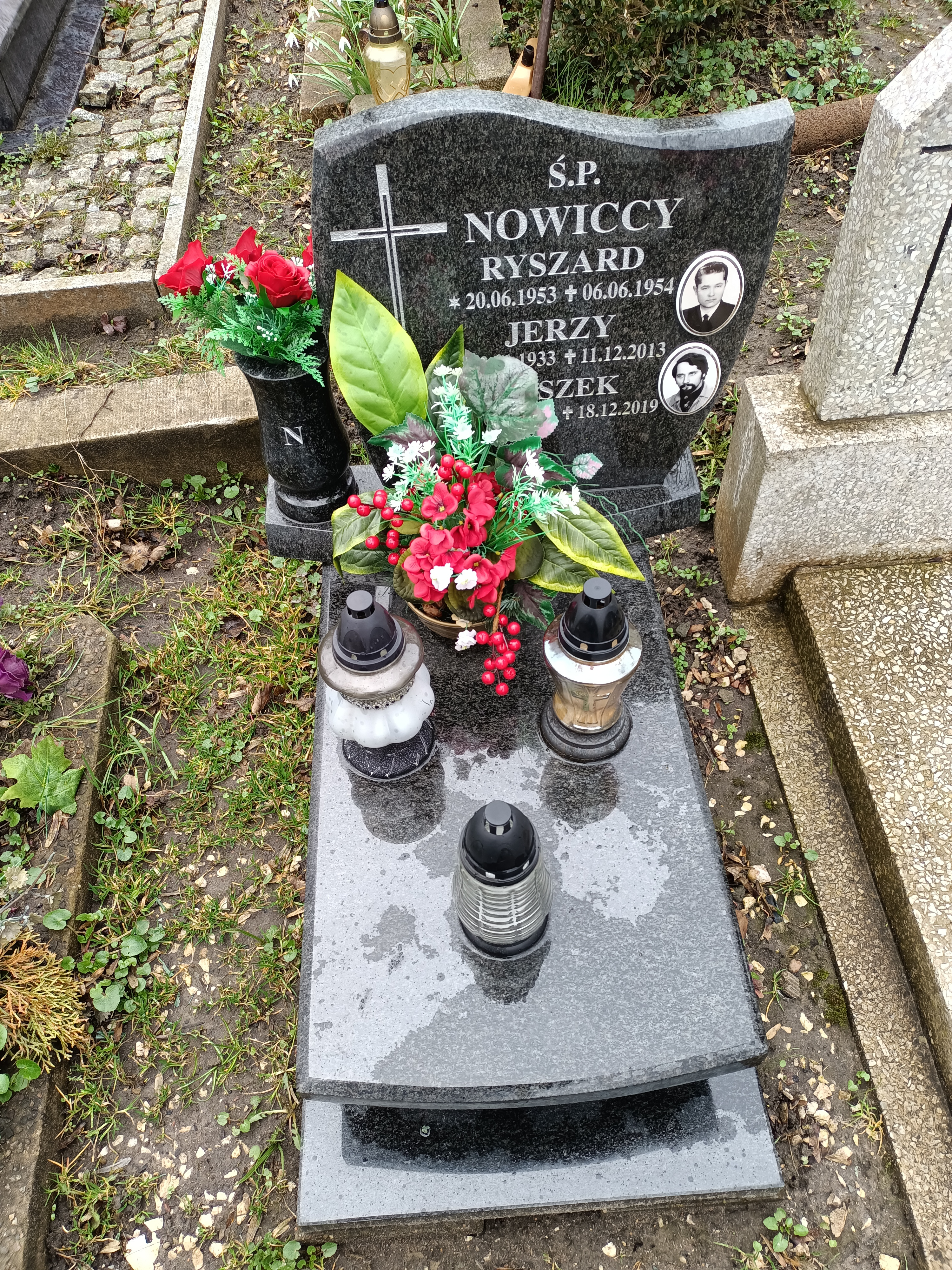
Grób strzelca Jerzego Nowickiego na cmentarzu świętego Ignacego w Gdańsku

Jerzy Nowicki (ur. 2 stycznia 1933 w Brześciu nad Bugiem, zm. 11 grudnia 2013 w Gdańsku) – polski strzelec sportowy, olimpijczyk z Rzymu 1960, Tokio 1964 i Meksyku 1968.
Specjalista w strzelaniu z karabinu dowolnego i małokalibrowego. Jeden z najlepszych strzelców przełomu lat 60. i 70. XX wieku. Wielokrotny (14) mistrz Polski i rekordzista Polski (20). Był zawodnikiem LPŻ Gdańsk, Zawiszy Bydgoszcz i Floty Gdynia.
Uczestnik mistrzostw świata w roku 1966, podczas których zdobył 3 medale w strzelaniu z karabinu dowolnego (dwa srebrne, jeden brązowy). 
Medalista mistrzostw Europy z roku 1965 (brąz) w strzelaniu z karabinu dowolnego.
Uczestnik igrzysk olimpijskich w roku:
- 1960 - na których wystartował w konkurencji karabinu małokalibrowego 3x40 strzałów z trzech postawach 50 metrów zajmując 5. miejsce oraz w konkurencji karabinu małokalibrowego 60 strzałów z pozycji leżąc 50 metrów zajmując 26. miejsce
- 1964 - wystartował w konkurencji karabinu małokalibrowego 3x40 strzałów z trzech postawach 50 metrów zajmując 5. miejsce
- 1968 - karabinu małokalibrowego 3x40 strzałów z trzech postawach 50 metrów zajmując 24. miejsce oraz w konkurencji karabinu małokalibrowego 60 strzałów z pozycji leżąc 50 metrów zajmując 21. miejsce

Po zakończeniu kariery sportowej podjął pracę trenera. W latach 1971–1972 był trenerem kadry narodowej. Odznaczony złotym i srebrnym Krzyżem Zasługi.